# Luta livre
La Luta Livre Esportiva (o Luta Livre Submission) è una disciplina brasiliana specializzata nel grappling al suolo senza kimono e nel combattimento libero.
Il termini luta livre è stato impiegato anche in riferimento al free fight, benché con il tempo sia stata fatta un paragone molto simile tra la Luta Livre e sport da combattimento quali Vale tudo e MMA.

## Storia
La "Luta Livre" (termine da non confondere con la lotta libera olimpica: "luta estilo livre") è stata creata nella prima metà del 1900 a Rio de Janeiro.
Il fondatore di questo sistema di combattimento è stato Euclydes Hatem (Tatu), uno dei più grandi combattenti brasiliani di tutti i tempi capace di sconfiggere George Gracie negli anni 40.
L'attività di studio della Luta Livre è sempre stata focalizzata nella "lotta a terra" senza kimono, distanza particolarmente efficace nel contesto del Vale tudo e decisiva nelle pericolose strade brasiliane. Durante gli anni 70 la Luta Livre è stata fortemente influenzata da esperti tecnici come Roberto Leitão, professore universitario di ingegneria meccanica con molta esperienza nel judo senza kimono e nella lotta.
Data la gracilità e la bassa statura, Leitão dovette sviluppare una disciplina molto tecnica per prevalere sugli avversari; questa particolarità rese il sistema della Luta Livre molto efficace, anche contro aggressori più pesanti e forti.
Da questo stile nacquero grandi campioni delle MMA, del grappling e del Vale tudo fra i quali troviamo Euclides Perreria, Marco Ruas, Alexandre França Nogueira ed Alexandre Ferreira.
Le tecniche sviluppate da Tatu e Leitão si tramandarono di generazione in generazione e si diffusero in diversi paesi lontani dal Brasile.
La Germania rappresenta lo zoccolo duro della Luta Livre europea grazie al maestro Daniel D' Dane che nel 1995 diffuse efficacemente la disciplina brasiliana in terra teutonica.
Successivamente, grazie all'impegno della cintura nera Andreas Schmidt (allievo del maestro Daniel D' Dane) nacque ELLO (European Luta Livre Organisation) e successivamente ILLO, la recente federazione internazionale sulla Luta Livre con il compito di organizzare le competizioni, coordinare le accademie sparse per il globo ed evolvere il programma tecnico della disciplina.
La ILLO (International Luta Livre Organisation) è presente in diverse nazioni come la Germania, la Francia, la Italia, la Polonia, la Svizzera, i Paesi Bassi, Israele e gli Stati Uniti d'America, mentre in Sud America è presente la Federação de Luta-Livre Submission. Negli anni novanta la Luta Livre dimostrò tutta la sua efficacia nel principale torneo di Vale tudo "IVC" (International Vale Tudo Championship), circuito in cui detiene il record di incontri vinti, nonostante una minore diffusione rispetto alle discipline (brasiliane e non) rivali che sono state rappresentate.

## Dalle competizioni alla difesa personale
La "Luta Livre" proposta dalla federazione internazionale ILLO comprende tutti gli aspetti della disciplina che spaziano dalle competizioni di Submission Grappling alla difesa personale. È previsto un sistema di graduazione a cinture, dalla bianca alla nera.
La Luta Livre Esportiva (o Submission) è lo stile a contatto pieno praticato per le competizioni di submission. Questa disciplina, molto tecnica, si focalizza esclusivamente sulle prese, concentrandosi in particolar modo nella lotta a terra con sottomissioni, di conseguenza risulta molto simile al Grappling senza gi. 
Gli allenamenti nella variante esportiva permettono di apprendere tecniche (atterramenti, posizioni, leve articolari, strangolamenti) e strategie orientate alle competizioni. Nello stesso tempo si incrementano caratteristiche fisiche molto utili come la forza, la resistenza e la coordinazione. L'abbigliamento è composto da una rash guard ed un paio di pantaloncini corti (o quelli lunghi del gi). La federazione ILLO organizza un torneo annuale (senza gi) denominato "Subbattle", aperto ad ogni disciplina e partecipante, in cui sono consentite tutte le tecniche di sottomissione esistenti. Il formato di gara (senza limite di tempo) prevede la vittoria per sottomissione oppure ai punti; le categorie di peso sono suddivise in -72,9 kg, -84,9 kg, +85 kg per il torneo maschile ed "open" per quello femminile. La Luta Livre esportiva è una delle discipline più efficaci nel combattimento a terra e per questo motivo fa parte del repertorio tecnico del Grappling.
La Luta Livre Vale Tudo rappresenta un'estensione della specialità sportiva e diventa a tutti gli effetti una forma di combattimento libero e completo. Alle componenti di grappling vengono aggiunte le percussioni (sia in piedi che a terra) utilizzando prevalentemente pugni, calci, gomitate e ginocchiate. L'introduzione dei colpi permette, fra l'altro, di facilitare la sottomissione dell'avversario. L'allenamento della Luta Livre Vale Tudo è indicato per le competizioni di MMA ed il combattimento reale.
La Luta Livre T36 è indirizzata unicamente per il combattimento reale e la difesa personale; in corsi specifici viene impiegata come forma di addestramento a mani nude per i corpi di polizia (SWAT) e militari (US Air Force in Germania ad esempio). 
Le tecniche per la difesa personale considerano tutte le distanze del combattimento, varie situazioni e comprendono un programma completo per il combattimento a terra finalizzato a neutralizzare l'avversario con uno strangolamento o una chiave articolare. Ogni anno vengono organizzati diversi camp per apprendere il sistema T36.